# Procédures législatives spécifiques
 (septembre 2020).
- Si vous ne connaissez pas le sujet, laissez ce bandeau (vous pouvez alors contacter les auteurs).
- Si vous supprimez le contenu mis en cause (vous pouvez préalablement contacter les auteurs),

argumentez précisément cette suppression dans la page de discussion
(un manque de référence n'est pas un argument ; une recherche réelle de référence doit avoir été effectuée, être formellement documentée).
 (septembre 2020).
Il existe aux côtés des lois classiques, votées par le Parlement, des lois qui par leur objet même impliquent le respect d'une procédure spécifique, procédure prévue par la Constitution ou bien encore par une loi organique. Par ailleurs, ces spécifiques d'élaboration ont été fortement impactées par la réforme constitutionnelle du 23 juillet 2008. Ces procédures législatives spécifiques résident dans la loi de finances, la loi de financement de la Sécurité sociale, la loi de programmation des finances publiques, la loi organique, la loi constitutionnelle, et enfin, dans la loi de pays[Quoi ?].
Les lois de finances déterminent en réalité les ressources, mais aussi les charges de l'État. Cette dernière résulte nécessairement d'un dépôt de projet de loi devant le Bureau de l'Assemblée nationale. Il est prévu que les assemblées disposent d'une durée maximum de 70 jours afin d'examiner ledit projet ; au-delà de ce délai, le gouvernement est autorisé à statuer par voie d'ordonnances. Et, les dispositions particulières de l'article 49, alinéa troisième, de la Constitution leur sont applicables sans limitation (modification constitutionnelle de 2008).

## Articles concernés

### Article 47-1 de la Constitution et la loi constitutionnelleno96-138du 22 février 1996 instituant les lois de financement de la sécurité sociale
Cette loi de financement de la Sécurité sociale détermine les conditions générales de l'équilibre financier de la Sécurité sociale ; elle fixe également les objectifs relatifs aux dépenses, et ce, en tenant compte des prévisions de recettes de celle-ci. Le projet de loi doit obligatoirement être déposé devant le Bureau de l'Assemblée nationale, et les chambres disposent d'un délai de 50 jours afin d'examiner ledit projet. De même que pour les lois de finances, au-delà de ce délai, le gouvernement pourra intervenir par voie d'ordonnances.

### Articles 34 et 70 de la Constitution: la loi de programmation
Cette loi de programmation est une loi qui détermine directement et précisément les objectifs de l'action étatique. Elle permet également de définir les diverses orientations pluriannuelles concernant les finances publiques, et ce, de façon à parvenir à un objectif important, à savoir : l'équilibre des comptes publics.

### Article 46 de la Constitution: la loi organique
La loi organique permet de compléter le texte constitutionnel, sur renvoi exprès de celui-ci. Cette loi organique peut connaître une initiative gouvernementale par un projet de loi organique, voire une initiative parlementaire par une proposition de loi. Une particularité existe la concernant puisque lorsque l'Assemblée nationale décide d'user de son pouvoir de dernier mot, elle ne peut pas le faire concernant les lois organiques intéressant le Sénat, ni même la mise en œuvre des dispositions de l'article 88-3 de la Constitution, mais surtout le texte devra nécessairement être adopté à la majorité absolue des membres de l'Assemblée nationale, en dernière lecture. Le Conseil constitutionnel intervient également en ce qu'il doit nécessairement procéder au contrôle de leur constitutionnalité, c'est-à-dire de leur conformité à la norme suprême, avant que celle-ci ne soit finalement promulguée.

### Article 89 de la Constitution: la loi constitutionnelle
La loi constitutionnelle, conformément aux dispositions constitutionnelles de l'article 89, constitue une loi particulière qui établit ou bien modifie des règles de nature constitutionnelle. Il s'agit d'une loi de révision de la norme suprême ; conformément aux dispositions de cet article, la modification de la Constitution, en tant que norme rigide, doit respecter une procédure particulière. La loi constitutionnelle doit alors être adoptée par le Parlement, et ce, en des termes identiques. Il est aussi prévu que toute révision de la norme suprême sera considérée comme définitive lorsqu'elle est approuvée par la voie du référendum. Néanmoins, concernant un projet de loi, il est possible pour le Chef de l'État de décider de soumettre ce projet, non pas au référendum, mais directement au Congrès, réunissant les deux chambres du Parlement. Celui-ci devra, pour que le projet soit accepté en tant que loi constitutionnelle, se prononcer à la majorité des 3/5 des suffrages exprimés lors du vote de cette loi.

### Titre XII et XIII de la Constitution: les lois de pays
Ces lois de pays sont adoptées par divers organes, les assemblées délibérantes de certaines collectivités situées en Outre-mer. C'est le cas de la Nouvelle-Calédonie et de la Polynésie qui sont en mesure d'adapter leur législation face à des caractéristiques ou des contraintes intrinsèques à ces mêmes collectivités, et ce, dans le cadre de certaines matières. Cette loi de pays intervient plus spécifiquement dans le domaine législatif ; conformément aux dispositions des articles 73, 74, 76 et 77 de la Constitution, elle intervient sur autorisation exprès de la norme suprême, et ce, dans les conditions qui sont prévues par la loi organique. La loi de pays peut finalement être soumise au Conseil constitutionnel pour que ce dernier effectue un contrôle à son égard.